# سيتينغبورن وشيبي (دائرة انتخابية في المملكة المتحدة)
سيتينغبورن وشيبي (بالإنجليزية: Sittingbourne and Sheppey)‏ هي إحدى الدوائر الانتخابية في المملكة المتحدة الممثلة في مجلس العموم في برلمان المملكة المتحدة.
عضو البرلمان الذي يمثلها حالياً هو :Derek Wyatt (Lab).